# Giovanni Battista Zelotti
Giovanni Battista Zelotti ou Battista Farinati est un peintre italien maniériste de l'école véronaise, né à Vérone en 1526 et mort à Mantoue le 28 août 1578.

## Biographie
Après avoir commencé son apprentissage avec son oncle Paolo Farinati, Giovanni Battista Zelotti est ensuite l'élève de Antonio Badile, de Domenico Riccio et peut-être du Titien.
Contemporain de Véronèse, il travaille à la Villa Soranza près de Castelfranco Veneto (1551), aux plafonds de la  Sala del Consiglio dei Dieci au Palais des Doges de Venise (1553-1554), à la bibliothèque Marciana (1556-1557), et au palais Trevisan (1557) à Murano.
Il répand la tradition de Véronèse dans toute la région, décorant la Villa Obizzi au château du Catajo près de Padoue. Il travaille aussi pour la famille Gonzague à Mantoue.
Avec Bernardino India et Battista Franco, il participe à la réalisation des fresques de la villa palladienne Foscari, également appelée « La Malcontenta », située près de Mira.
En 1570 il collabore avec Giovanni Antonio Fasolo au palais Porto-Colleoni à Thiene et Villa Caldogno.

## Œuvres
- Le plafond de la Biblioteca Antica dell'Abazia Benedettina Santa Maria Assunta di Praglia à Padoue

Lui sont attribuées les fresques des villas vénitiennes suivantes :;
Dans les églises :
- Basilique Santi Giovanni e Paolo (Venise) :  Déploration du Christ
- Église dell'Angelo Raffaele (Venise)
- Villa di Brugine
- Villa Emo
- Villa Foscari, dite Malcontenta
- Castello del Catajo
- Fresques du  Palais Porto-Colleoni (it), Thiene (1570) avec Giovanni Antonio Fasolo
- Fresques de Villa Caldogno, Caldogno (1570) avec Giovanni Antonio Fasolo

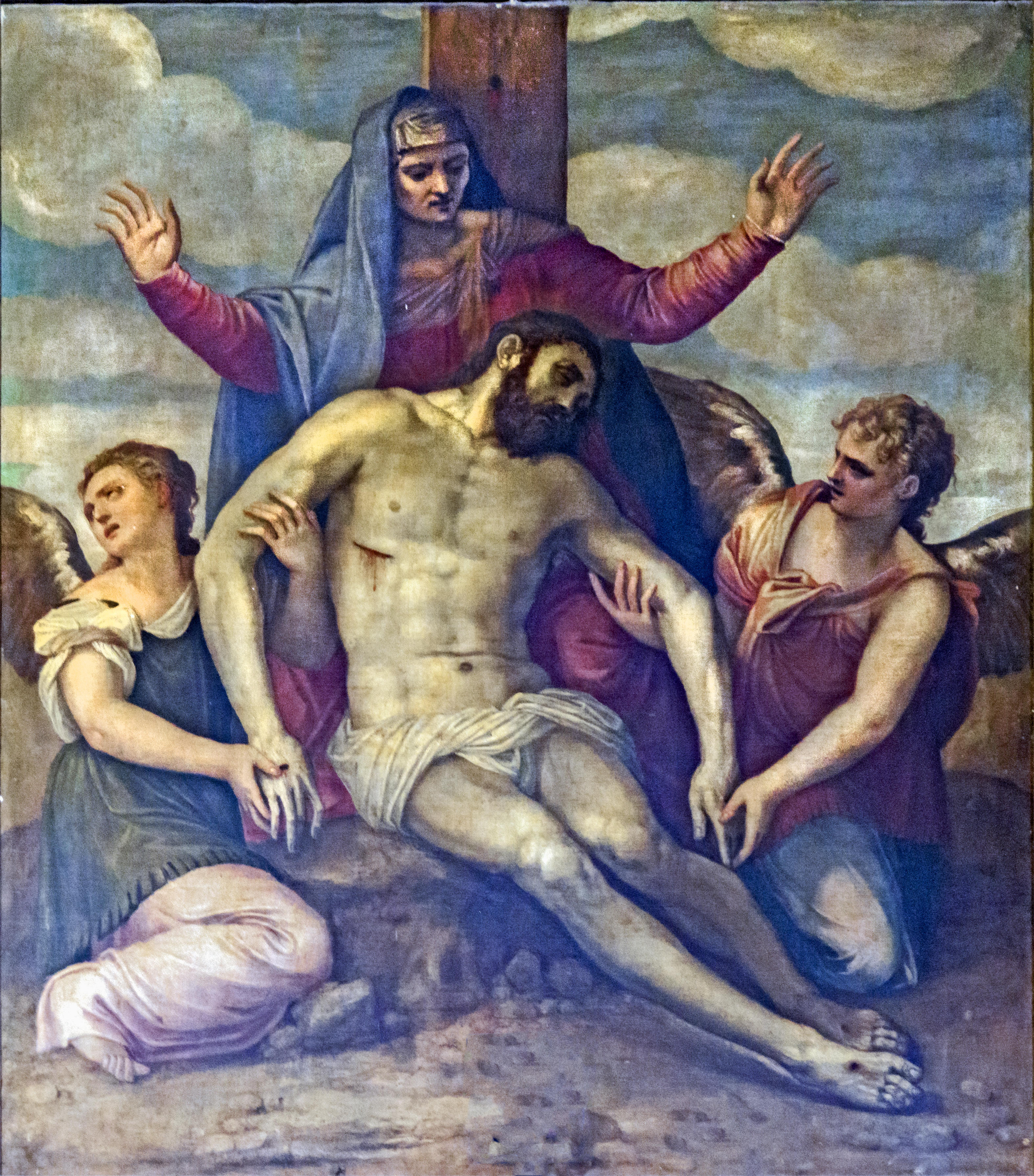
Déploration du Christ  San Zanipolo
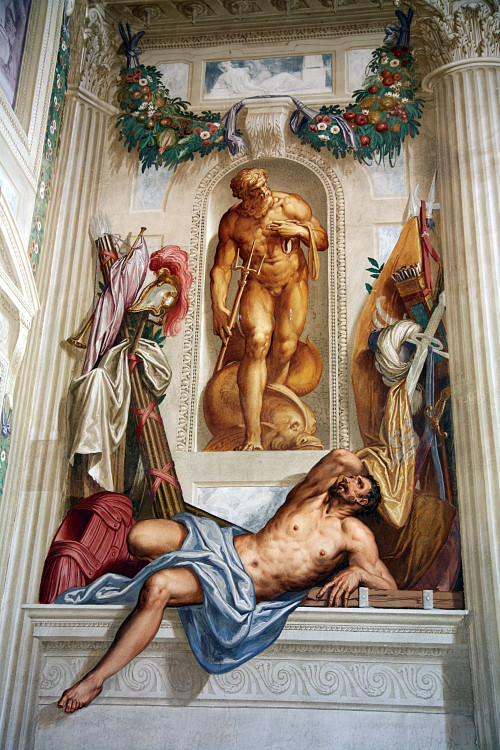
Fresque Villa Emo.
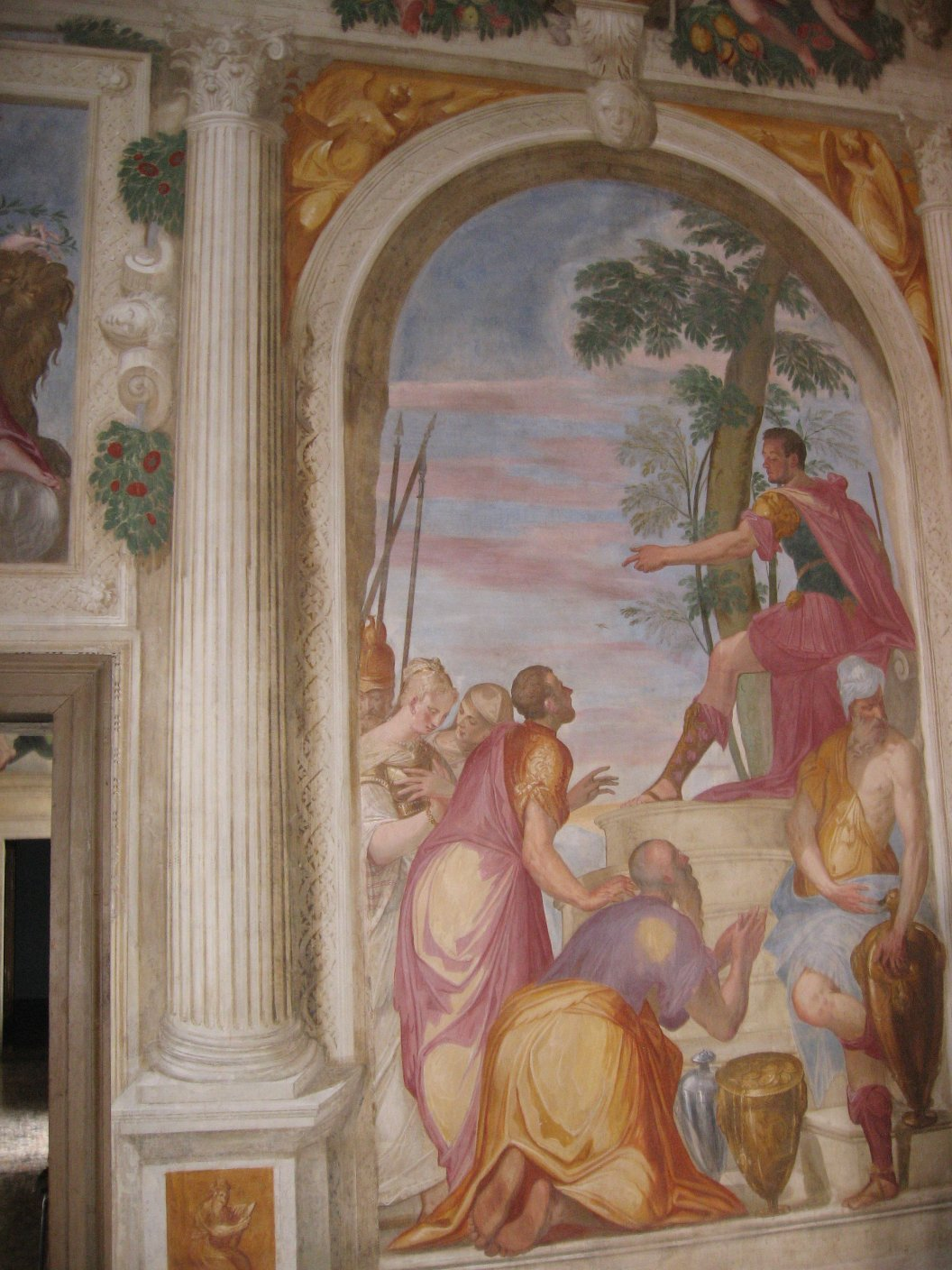
Fresque Villa Caldogno.